# Нубија (Трапани)
Нубија је насеље у Италији у округу Трапани, региону Сицилија.
Према процени из 2011. у насељу је живело 637 становника. Насеље се налази на надморској висини од 11 м.